# Teagan Micah
Teagan Micah, född 20 oktober 1997 i Moe, är en australisk fotbollsmålvakt som spelar för FC Rosengård och för australiska landslaget.

## Klubbkarriär
Fram till 2016 spelade Micah i Australiensiska W-League. Hennes moderklubb är Brisbane Roar, men hon har även spelat för Western Sydney. Hon studerade sedan på UCLA i Kalifornien, USA, där hon även spelade collagefotboll. Därefter spelade hon i Toppserien i Norge.
Under sommaren 2021 värvades Micah av FC Rosengård från IL Sandviken. Eftersom hon spelade sex matcher där under hösten, blev hon svensk mästare 2021.

## Landslagskarriär
Micah har ingått i truppen i det australiensiska landslaget sedan 2017, och var bland annat med i truppen i VM 2019. Hon gjorde debut mot Sverige i en vänskapsmatch i juni 2021, och ingick i Australiens lag under OS 2020.